# Goniothalamus wrayi
Goniothalamus wrayi är en kirimojaväxtart som beskrevs av George King. Goniothalamus wrayi ingår i släktet Goniothalamus och familjen kirimojaväxter. Inga underarter finns listade i Catalogue of Life.